# Katrin Krabbe
Katrin Krabbe-Zimmermann, nemška atletinja, * 22. november 1969, Neubrandenburg, Vzhodna Nemčija.
Nastopila je na poletnih olimpijskih igrah leta 1988, kjer se je uvrstila v polfinale teka na 200 m. Na svetovnih prvenstvih je leta 1991 osvojila naslova prvakinje v teku na 100 m in teku na 200 m ter bronasti medalji v štafetah 4x100 in 4x400 m, na evropskih prvenstvih pa je leta 1990 osvojila naslove prvakinje v teku na 100 m, teku na 200 m in štafeti 4x100 m.